# Bölkau
Die Bölkau ist ein kleiner Fluss im südlichen Kreis Herzogtum Lauenburg. Der Fluss entspringt in der Rülauer Forst, südwestlich von Schwarzenbek. Er fließt nordwärts und unterquert die B207. Nach 1,6 km mündet die Bölkau beim Schwarzenbeker Klärwerk in die Schwarze Bek.